# عبيد العتيبي
عبيد محماس العتيبي (1964 - 2023)، مذيع ومقدم برامج كويتي.

## حياته الإعلامية
إستهلّ عبيد العتيبي نشاطه عبر تلفزيون الكويت في عام 1982، واستطاع بأسلوبه المتفرّد وبإطلالته البشوشة الوصول إلى قلوب المشاهدين عبر العديد من البرامج التلفزيونية التي قدمها. انتقل بعدها ليعين رئيس قسم المذيعين ثم مديرًا لقناة البوادي الفضائية التي تركز بشكل عام على التراث الشعبي، ليستقيل منها ومن ثم يعتزل العمل الإعلامي كلية. هو الشقيق الأصغر للمذيع عبد المحسن البرقاوي.

## أشهر برامجه
- «مساء الخير يا كويت» عام 1983.
- «سالفة ولكن» عام 1994.
- «دوري النجوم» عام 1995.
- «بيتك» عام 2001.
- «الليلة مغنى» عام 2002.
- شارك في العمل الفني «قرقيعان» كضيف شرف في عام 2003.
- «سهرة البوادي».
- «نجم وسما».

## وفاته
عانى عبيد العتيبي من مرض الربو وأُدخل إحدى المستشفيات الخاصة في الكويت، وهناك أصيب بفيروس كورونا، وعلى الفور نُقل إلى مستشفى جابر الأحمد وأُدخل العناية المركزة بسبب حالته الصحية الحرجة، فعانى بعدها من نقص في الأكسجين، ووُصل بأجهزةٍ تعينه على التنفس. وبتاريخ 6 مايو من عام 2023 أعلن عن وفاته بعد تدهور حالته الصحية وتوقف قلبه، عن عمر ناهز التاسعة والخمسين.